# Uräusschlange (Art)

Verbreitungsgebiet der Uräusschlange

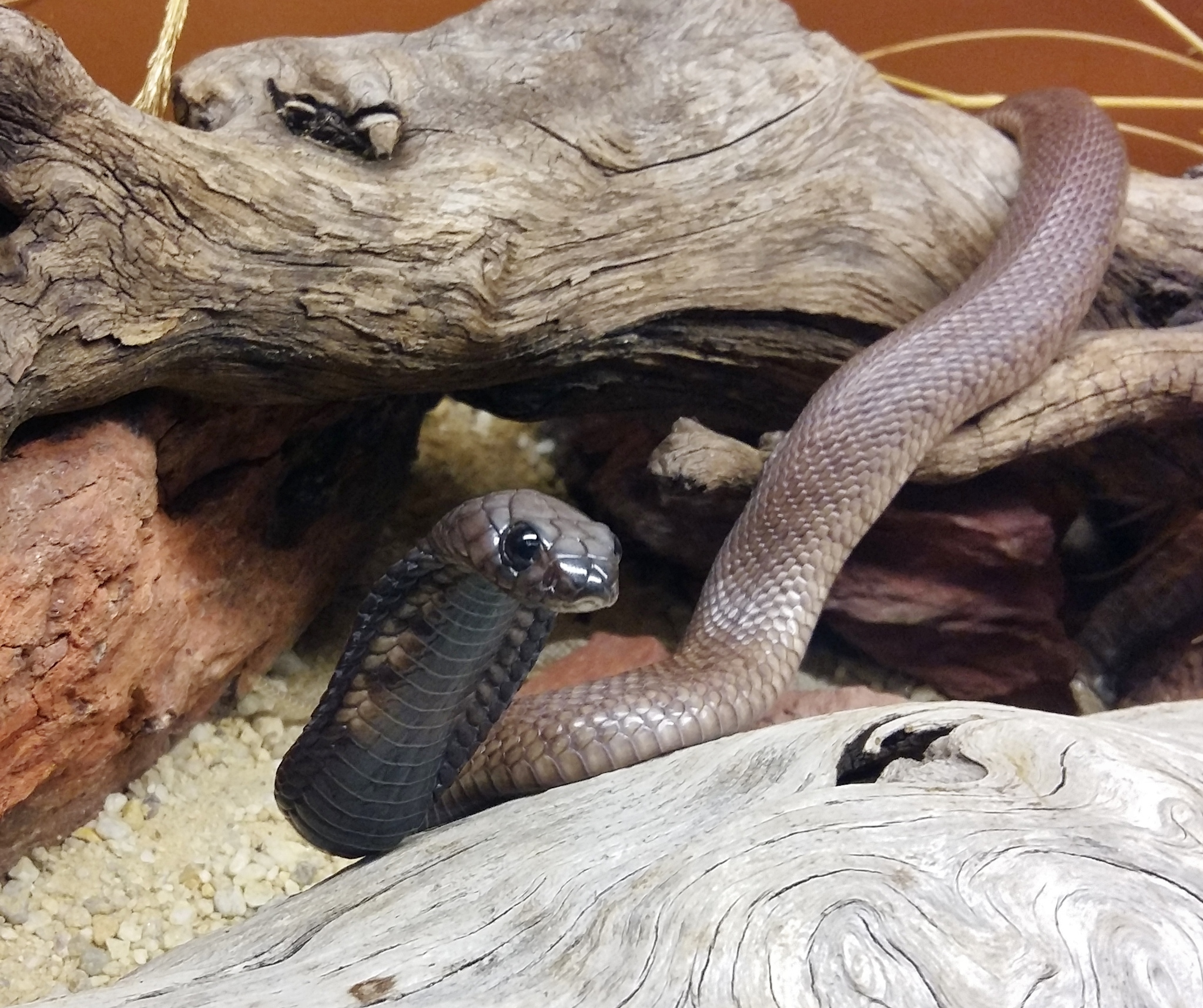
Zwei Jahre alte schwarze Form einer Uräusschlange aus Marokko

Die Uräusschlange (Naja haje) gehört zur Familie der Giftnattern und wird auch Ägyptische Kobra genannt. Der Legende nach nahm sich die ägyptische Königin Kleopatra das Leben, indem sie sich von einer Uräusschlange beißen ließ.

## Merkmale
Uräusschlangen erreichen in der Regel Längen von 1,5 bis 2 Meter, können durchaus aber auch 2,4 Meter erreichen. Der Kopf ist groß und nach vorne hin spitz zulaufend. Die Grundfarbe variiert zwischen gelbbraun, braun und schwarz. Uräusschlangen sind zumeist einfarbig, seltener auch gefleckt oder mit abwechselnd graubraunen und schwarzbraunen Querbändern. Der Bauch ist immer einfarbig gelbbraun, grau oder graublau.

## Verbreitung und Lebensweise
Die Uräusschlange ist über den nördlichen und zentralafrikanischen Kontinent bis zur arabischen Halbinsel und nach Palästina hin verbreitet. Vorzugsweise lebt sie in Halbwüsten, Wüsten, Steppen, an und in Feldern, an Straßen und in menschlichen Siedlungen. Uräusschlangen sind Bodenbewohner und verkriechen sich tagsüber unter Felsen, im Gestrüpp, in hohlen Baumstämmen, Erdlöchern oder unter Hütten und Blech.
Die Tiere sind relativ ortstreu. Sie sind schnell und wenig aggressiv. Bei Bedrohung stellen sie sich bis zu einer Höhe von 60 Zentimetern auf und breiten den Nackenschild zur typischen Drohhaltung der Echten Kobras aus. Das Gift ist ein sehr wirksames Nervengift. Als Beute dienen kleine Säugetiere, Vögel, Eier, Reptilien und Amphibien.
Zur Paarung umschlingt das Männchen das Weibchen und führt den mit Widerhaken versehenen Hemipenis in die Kloake des Weibchens ein und legt dort ein Samenpaket ab, welches die weiblichen Eizellen befruchtet. Wie die meisten Giftnattern (Elapidae) legt auch die Uräusschlange Eier. Die Gelegegröße reicht von 8 bis 20 Stück. Diese Eier werden in einen hohlen Baumstamm, in einem Erdloch oder unter einem Felsen abgelegt. Beim Schlupf messen die Jungtiere 24 bis 34 cm.

## Unterarten
Derzeit werden keine Unterarten von Naja haje geführt. Die früheren Subspezies anchietae, annulifera und arabica erhielten Artstatus. Naja haje legionis aus Marokko wird nicht mehr als Unterart anerkannt.